# Schloss Weyer (Gmunden)

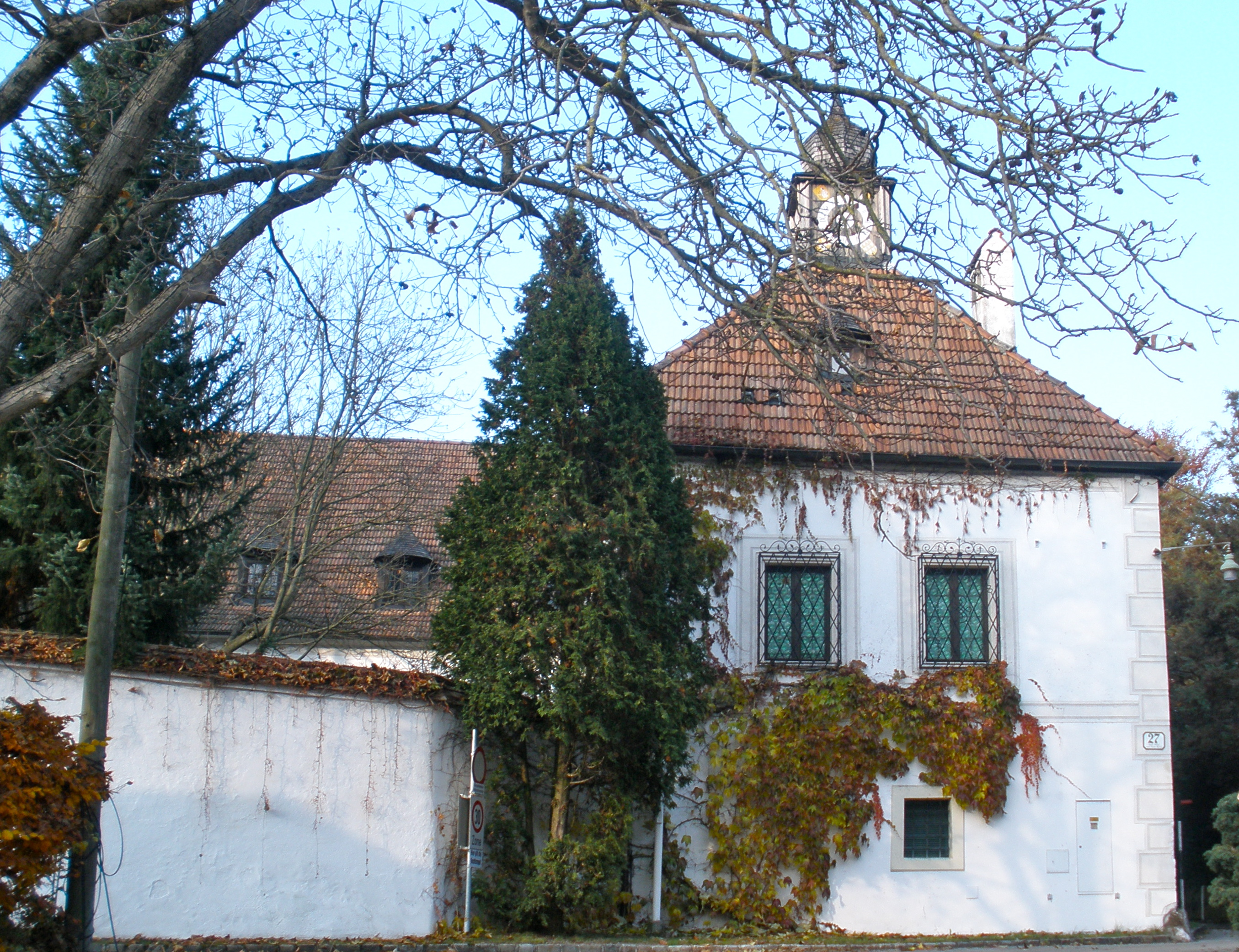
Schloss Weyer

Schloss Weyer liegt im gleichnamigen Ortsteil von Gmunden am Traunsee in Oberösterreich (Carl Josef von Frey Gasse 27).

## Geschichte
Das Gut Weyer wird 1446 erstmals als ein Lehen der Herrschaft Ort erwähnt. Das kleine Schloss wird von dem damaligen Lehensnehmer Abraham von Rorbach 1596 als „Sitz am Weyr“ erbaut, der zuvor das unmittelbar benachbarte Bauerngut „am Weyer“ (heute noch „Moar im Weyer“) von Hektor Jägenreuther zu Pernau erworben hatte. Maximilian Häckhelberger von Höhenberg und Arbesbach kaufte den Freisitz 1606 und ließ ihn von Mühlwang aus verwalten. Die nächsten Besitzer waren 1613 der Gmundner Bürger Leopold Pötsch und seine Hausfrau Margaretha, letztere verkaufte das Schlösschen nach dem Tod ihres Gatten an Sebastian Suess. Der nächste Käufer war Hans Chrainser. 1621 ging der Besitz an Forstmeister Hans Christoph Rottner. Dieser konnte 1624 von Kaiser Ferdinand II. wieder die adeligen Freiheiten erhalten, die durch den Verkauf an bürgerliche Besitzer verloren gegangen waren. 1627 musste Rottner seinen Besitz an den bayrischen Grafen  Adam von Herberstorff verkaufen, dieser schenkte das Schlösschen dem Hans Christoph Schmitzperger vom Thurm († 1637) als Rekompensation „wegen seiner 20jähr. treuen Dienste“. Nach dem Ableben des ohne Nachkommen gebliebenen Hans Christoph verkaufte die Witwe Weyer 1651 an Dr. jur. Georg Scharl, Comes Palatinus. Dieser verkaufte bereits 1653 den ganzen Besitz an Johann Adam Spindler von Hofeck zu Waldpach († 1686). Spindlers Tochter Beatrix war mit Christoph Benedikt Hayden von Dorff auf Lindach verheiratet und an sie kam Weyer nach dem Tode ihres Vaters. Hayden vermählte sich nach dem Tode seiner ersten Frau (1707) mit Eleonora Hegenmüller von Dubenweiler (das Allianzwappen beider ist über der Sakristeitüre der Schlosskapelle angebracht). 1722 wurde das Schlösschen an die Grafen von Salburg veräußert, 1723 an Josef Ortner, aber 1724 durch Carl Josef von Frey, Schwiegersohn des Christoph Benedikt von Hayden, zurückgekauft. 1738 wurde hier ein Knabenwaisenhaus eingerichtet (daher auch die Bezeichnung „Woaslhaus“ für das Schloss Weyer), das 1755 dem Salzoberamt übergeben wurde. Der Gutsbestand wurde Lindach zugeschlagen.

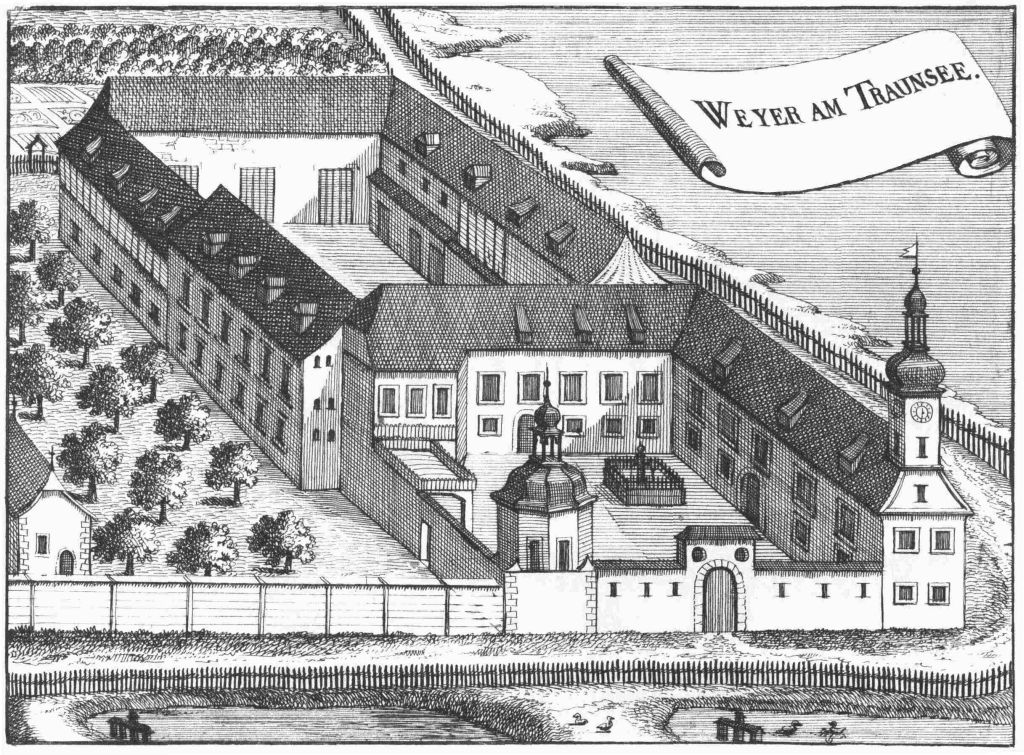
Schloss Weyer nach einem Stich von Georg Matthäus Vischer von 1674

Zwischen 1850 und 1870 war Schloss Weyer (auch „Freisitz Weyer“ genannt) unter anderem im Besitz von John Armstrong, Esq. und dessen Frau, Viktoria Josefa Mayr (von Melnhof), gefolgt von einem Ritter von Cerny. Anschließend war bis 1879 in dem Schlösschen die Trivialschule untergebracht, bis es der Kupferschmied August Hönig, Sohn des Mundartdichters Franz Hönig, erwarb. Ab 1981 wurde eine grundlegende Sanierung des Schlösschens eingeleitet. Der jetzige Besitzer ist Herr Kommerzialrat Otto Schober.

## Schloss Weyer heute
Das Schloss ist eine von einer Mauer umschlossene, zweigeschoßige, hakenförmige Schlossanlage aus dem 16. Jahrhundert mit einer freistehenden barocken Kapelle „Unsere Liebe Frau“. Die Kapelle war ursprünglich (1631) dem heiligen Benedikt geweiht, 1710 wurde sie neu eingeweiht. Sie besitzt ein Tonnengewölbe mit Stichkappen; der Akanthusrankenaltar ist aus dem Jahr 1696 und seit einigen Jahren wieder eine Orgel. Das Gebäude besteht aus einem längeren Süd- und einen kurzen Ostflügel und einer, auch die Kapelle umschließenden Mauer. In dem Hof befindet sich ein alter Brunnen. Am Ostflügel befinden sich Sgraffiti, welche auf die früheren Besitzer von Weyer hinweisen. Im Südflügel ist ein kleiner aus dem 17. Jahrhundert stammender Saal mit Stuckdecke.
Das Schloss befindet sich im Privatbesitz. Die Eigentümer nutzen es zurzeit unter anderem als Galerie für Meißener Porzellan und Tafelsilber. Gelegentlich und anlassbezogen ist der Innenhof samt Kapelle der Öffentlichkeit zugänglich. 

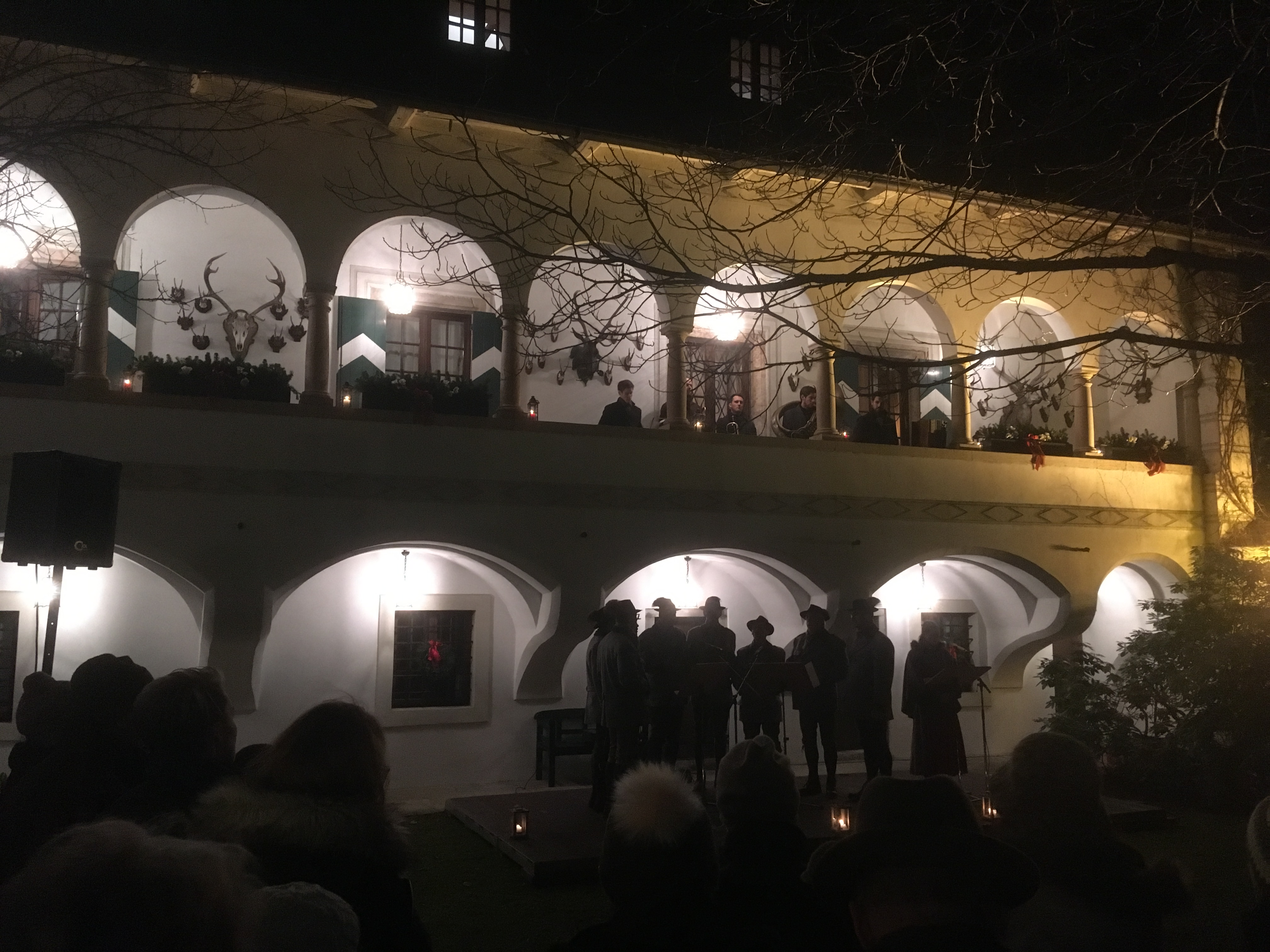
Schloss Weyer, Innenhof mit Arkaden

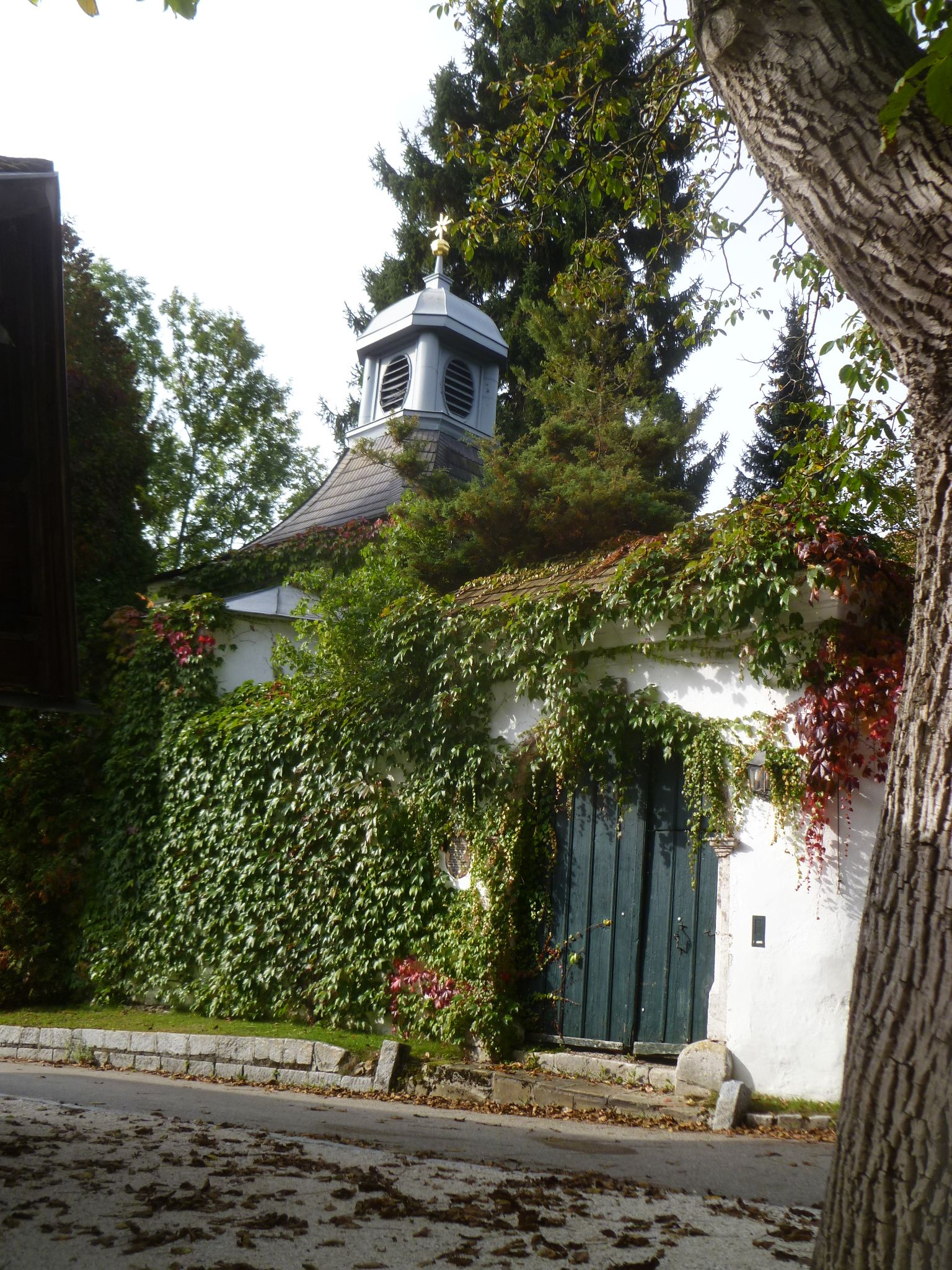
Schloss Weyer: Kapellenturm
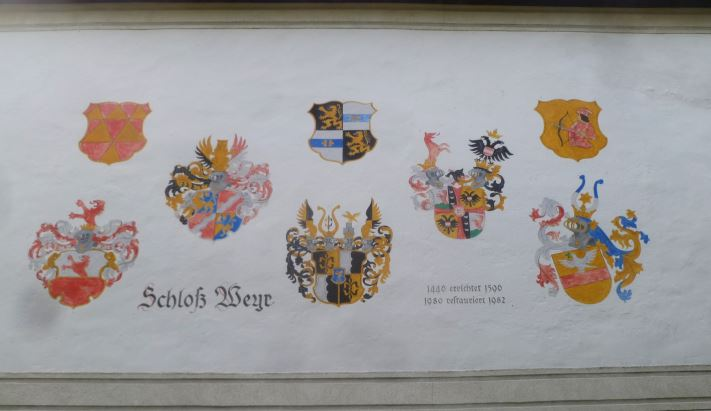
Sgraffito aus der Schlossaußenseite
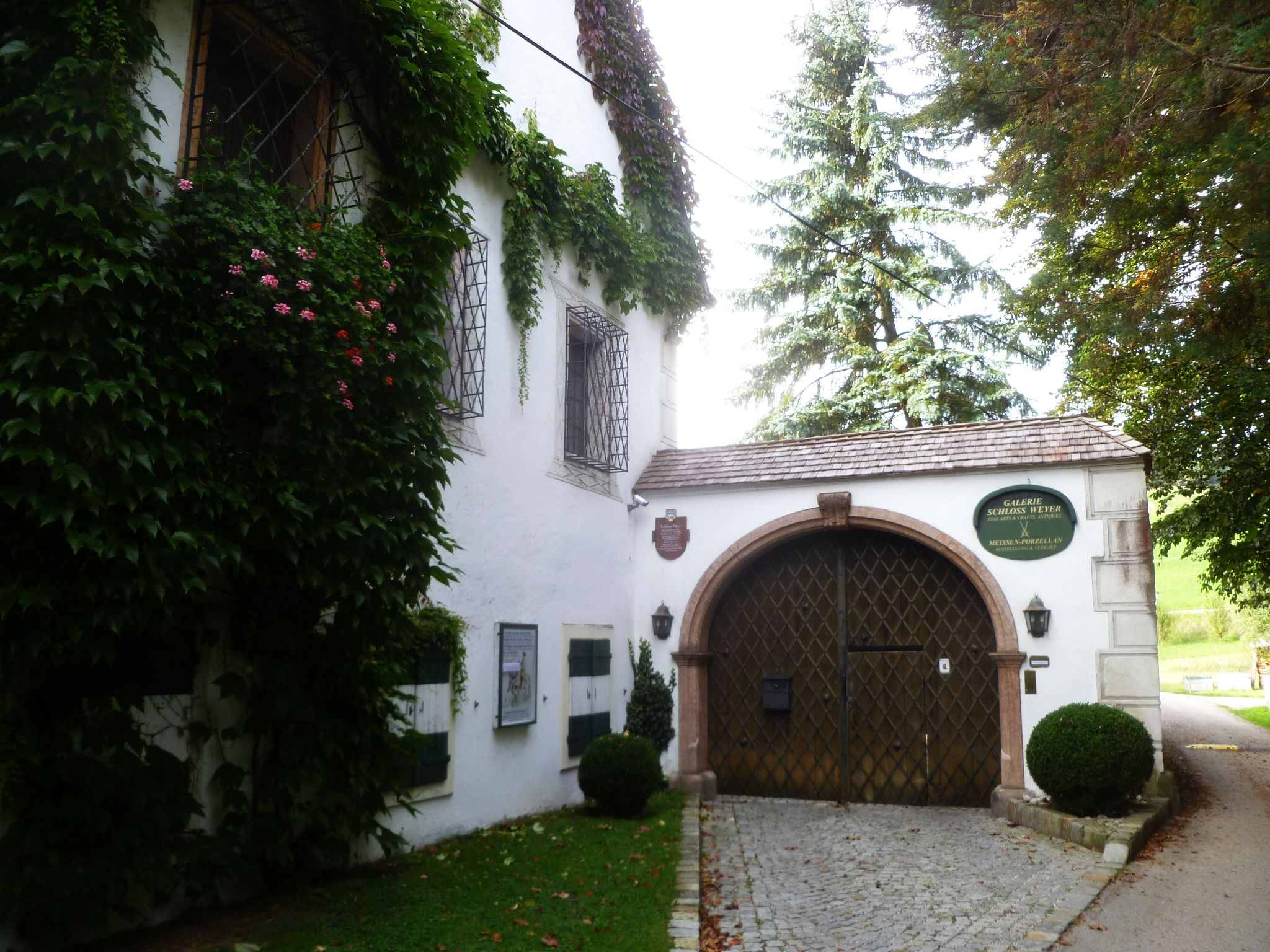
Eingang zum Porzellanmuseum
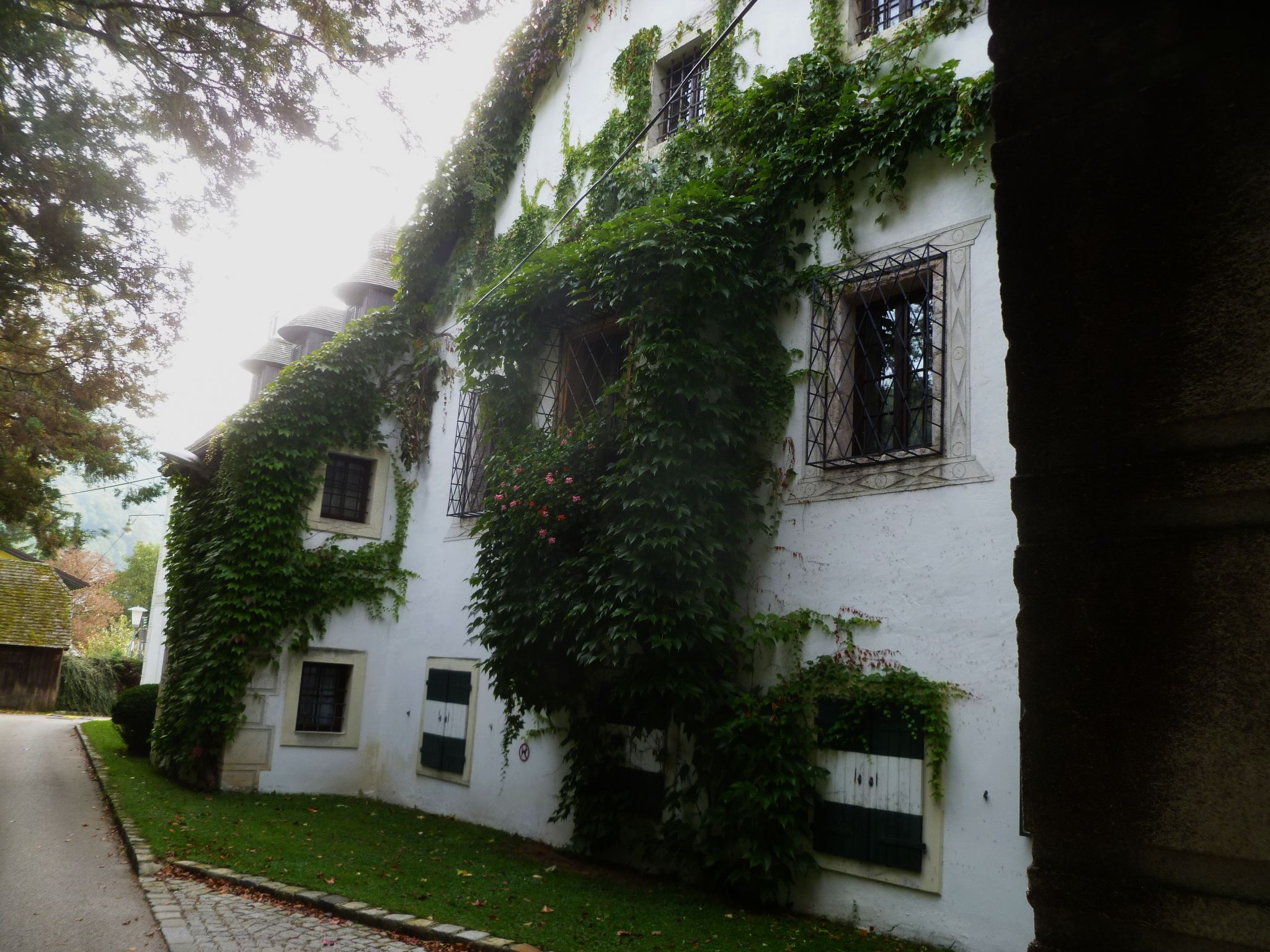
Schloss Weyer: Südflügel